# Alina Makarenko
Alina Makarenko (ryska: Алина Андреевна Макаренко), född den 14 januari 1995 i Elista, Ryssland, är en rysk gymnast.
Hon tog var med och tog OS-guld i trupp i rytmisk gymnastik i samband med de olympiska gymnastiktävlingarna 2012 i London.